# Qilij Arslan II
ʿIzz al-Dīn Qilij Arslān ibn Masʿūd (in arabo عز الدين قلج أرسلان بن مسعود‎?; in turco II. Kılıç Arslan; ... – Aksaray, 26 agosto 1192) fu sultano del Sultanato turco di Iconio (o di Rum) dal 1156 fino alla sua morte.

## Biografia

### L'ascesa al trono e primi anni di governo
Qilij Arslan II era figlio secondogenito del Sultano Masʿūd I (1116-1156), appartenente alla dinastia selgiuchide. Alla morte del padre il 10 febbraio 1156, scoppiò la lotta tra i suoi figli per conquistare il trono sultaniale; dei sette figli che Masʿūd aveva avuto, cinque erano maschi, il primogenito era già premorto al padre, nella lotta prevalse Qilij Arslan II (1156-1190), che fece assassinare il fratello terzogenito di Masʿūd, riuscendo così a imporsi. Ma il regno di Qilij Arslan fu subito minacciato dalle guerre su tutti i fronti, doveva combattere i crociati, l'imperatore bizantino Manuele I Comneno (1143-1180), il malik danishmendide di Sebastea Nizam al-Din Yaghi Basan (1142-1164) e anche contro il fratello quartogenito di Mas'ud I Shahanshah, che si era alleato con Niẓām al-Dīn Yaghi Basan.

Il Sultanato di Rum nel 1190.

Nel 1159 Qilij Arslan attaccò il basileus Manuele I che stava attraversando i suoi territori per andare in Siria per sottomettere il principato di Antiochia, in risposta Manuele si alleò con Norandino (1118-1174) contro il sultano di Rum. Nel 1161 il nipote di Manuele, il generale bizantino Giovanni Contostefano sconfisse Qilij Arslan che dovette recarsi a Costantinopoli per firmare un trattato di pace con Bisanzio e Norandino, Qilij Arslan avrebbe restituito all'Impero bizantino tutte le città di popolazione greca da lui conquistate in precedenza, la fine delle incursioni delle bande di turcomanni nell'Impero bizantino e l'impegno di fornire un contingente di soldati ogni volta che Bisanzio lo avesse richiesto. L'accordo fu suggellato a Costantinopoli, dove Qilij Arslan si trattenne per un mese alla corte di Manuele. Manuele fece di tutto per impressionare il sultano turco, lo ricevette assiso su un trono imperiale tutto rivestito d'oro, incastonato di rubini e zaffiri e circondato di perle. Manuele portava un medaglione con un rubino "grande come una mela". Il sultano rimase a Costantinopoli per ottanta giorni. I pranzi e le cene venivano serviti su piatti d'oro e d'argento che furono poi regalati al sultano. Furono anche organizzati banchetti, tornei, combattimenti e persino una simulazione navale, durante la quale fu mostrata la potenza del fuoco greco, che impressionò molto Qilij Arslan. Ebbe molto meno successo lo spettacolo che offrì il Qilij Arslan: una persona del suo seguito volle dimostrare che anche l'uomo poteva "volare". Questi indossò pertanto uno strano vestito con numerose tasche, che in teoria riempiendosi d'aria l'avrebbero dovuto sostenere, salì poi su un'alta piattaforma e si lanciò nel vuoto ma si sfracellò e, a quanto racconta Niceta Coniata, i Bizantini non riuscirono a trattenersi cinicamente dal ridere. Qilij Arslan aveva siglato una pace che restituiva a Bisanzio un enorme potere sull'Asia Minore, che  non aveva più dalla battaglia di Manzicerta (1071).
La Chronica Slavorum di Arnoldo di Lubecca ci racconta che nel 1172 Qilij Arslan incontrò a Tarso il duca Enrico il Leone di ritorno dal suo pellegrinaggio da Gerusalemme e lo abbracciò chiamandolo "cugino". Quando Enrico chiese i dettagli di questo rapporto di parentela a lui sconosciuto, Qilij Arslan rispose che "una figlia del re tedesco si sposò con un re rus', questi erano i suoi nonni materni", il re russo in questione potrebbe essere Sviatoslav II di Kiev (1073-1076). Nel 1173 Qilij Arslan si alleò con Norandino, per tentare di conquistare Mosul.

### La battaglia di Miriocefalo

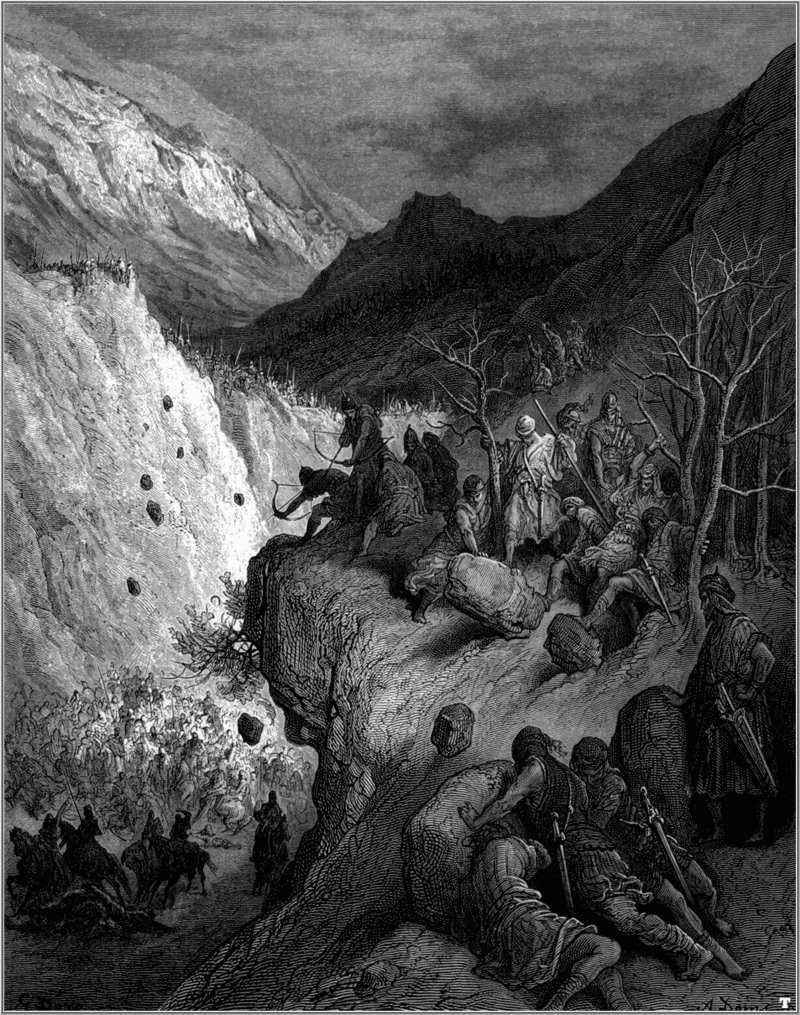
Illustrazione di Gustave Doré rappresentante l'imboscata dei turchi, tesa contro i bizantini, nella battaglia di Miriocefalo.

Nel 1174 Norandino morì, ciò permise a Qilij Arslan di attaccare i turchi Danishmendidi, che rimanevano senza il loro potente protettore. Qilij Arslan sconfisse il malik danishmendide Dhu l-Nun (1172-1174), assorbendone lo Stato che aveva come capitale Sebastea. I due principi danishmendidi si recarono a Costantinopoli per chiedere la protezione di Manuele. Nell'estate del 1176 questi si mise in marcia per raggiungere Iconio, ma fu quasi subito raggiunto dagli inviati del sultano Qilij Arslan, con proposte di pace vantaggiose per Bisanzio. Nonostante il parere favorevole dei suoi ufficiali, Manuele si fece convincere da una piccola minoranza di giovani ufficiali smaniosi di coprirsi di gloria e comandò che la campagna proseguisse. Dopo la fortezza di Miriocefalo il sentiero proseguiva in una gola lunga e stretta fra i monti, dalle cui sommità i selgiuchidi guidati da Qilij Arslan prepararono la loro trappola, bloccando tanto l'uscita quanto l'entrata ai bizantini. Nella stretta vallata si riversarono i pesanti carriaggi carichi di rifornimenti e le armi d'assedio, intasando il passaggio. A quel punto le forze turche caricarono con la cavalleria giù sulle inermi truppe bizantine, massacrandole senza quasi incontrare resistenza fin quando non calò la notte. A nulla valse un tentativo di Manuele di caricare con truppe fresche. Sebbene la disfatta di Manuele fosse quasi scontata, il sultano turco offrì la pace a condizioni assai vantaggiose, chiedendo la distruzione delle fortificazioni di Dorileo e di Subleo (il cui rafforzamento era stato completato nel 1174). L'imperatore ovviamente accettò, perdendo però così ogni speranza di riprendere il controllo dell'Asia minore interna, Qilij Arslan aveva così salvato il sultanato di Rum, Manuele fece mestamente ritorno a Costantinopoli, recando con sé i miseri resti dell'esercito. La potenza militare bizantina in Asia Minore però era tutt'altro che finita, come dimostrerà la Battaglia di Hyelion e Leimocheir in cui un esercito bizantino composto sia di truppe provenienti dalla capitale che di truppe radunate dalle zone rurali dall'Asia Minore occidentale riuscirà a sconfiggere pesantemente l'esercito selgiuchide, quasi annientandolo.

### Il dominio turco sull'Asia Minore e ultimi anni
Nel 1178 Qilij Arslan sconfisse l'ultimo emiro danishmendide Nasir al-Din Muhammad (1162-1170; 1175-1178), fu conquistata la capitale Malatya, ponendo così fine alla presenza danishmendide. Nel 1180 morì Manuele I Comneno, gli succedette l'ancor minorenne figlio Alessio II Comneno (1180-1183), nell'Impero bizantino iniziò una fase d'instabilità, di cui approfittò Qilij Arslan che si impossessò di territori dell'Impero bizantino dell'Anatolia meridionale. Nello stesso anno Qilij Arslan concluse un'alleanza con Saladino (1174-1193), successore di Norandino. Nel 1185 Qilij Arslan fece la pace con Bisanzio, suggellata con il nuovo imperatore bizantino Isacco II Angelo (1185-1195; 1205-1204).
Il 26 agosto 1192 Qilij Arslan II morì, dopo aver regnato per 36 anni. Gli succedette il figlio Kaykhusraw I (1192-1196; 1205-1215), ma nel frattempo - come era tipico del sultanato in quanto non ereditava il trono il primogenito - scoppiò una guerra civile capeggiata dagli altri figli che ambivano al potere paterno.

## Discendenza

### Figli
Qilij Arslan aveva almeno undici figli:
- Qutb al-Din
- Rukn al-Din Suleyman II
- Nur al-Din
- Muqsed al-Din
- Muizz al-Din
- Muhyiddin Mesut al-Din
- Ghiyath al-Din Kaykhusraw I
- Naser al-Din
- Nizam al-Din
- Arslanshah al-Din
- Sancarshah al-Din

### Figlie
Qilij Arslan aveva almeno tre figlie:
- Gevher Nesibe Khatun
- Seljuki Khatun (m. 1188). Nel 1186 sposò il califfo al-Nāṣir li-dīn Allāh. Dopo la sua morte, suo marito digiunò per giorni e ordinò di conservare intatti i suoi appartamenti per anni.
- Fülane Khatun